# Ibugule
Ibugule è una circoscrizione rurale (rural ward) della Tanzania situata nel distretto di Bahi, regione di Dodoma. Conta una popolazione di 11 969 abitanti (censimento 2022).